# Каетани
Каетани (на италиански: Caetani, Gaetani) е знатен италиански род, от който идват двама папи и повече от десет римски кардинали.
За основател на рода се счита Марин II (на италиански: Marinus II of Gaeta), херцог на Фонда и Гаета. Приемника на Марин – Константин, е начело на рода до края на X век. В края на XI век неговия потомък Кресценти става първи херцог Каетани. Сина на Кресценти, Джовани Каетани, става римски папа под името Геласий II.
Каетани нямат фактически никакво влияние, докато Бенденто Каетни не става папа Бонифаций VIII. Великият понтиф дава на Каетани земи в Сермонете, Бассиано, Норме. След това, когато през 1297 представител на рода се жени за наследницата на Фонди и Траето, Каетани прибавят към владенията си и Л'Акуила
Представителите на семейство Каетани се показват като храбри войни. От каетановци е сформирана лияната охрана на Бонифаций VIII. В периода XIV—XV век Каетани са в конфликт с Колона, заради сблъсък на интереси на териториите на Рим и Кампаня. През 1500 година папа Александър VI конфискува голяма част от земите на Каетани в полза на дъщеря си Лукреция Борджия, но впоследствие те са върнати обратно 